# EsCool
EsCool, el amor no tiene recreo est une telenovela chilienne en 79 épisodes d'environ 55 minutes diffusée du 3 mai au 26 août 2005 sur Mega.
Cette série est inédite dans tous les pays francophones.

## Distribution
- Ximena Abarca - Claudia Mondaca
- Philippe Trillat - Juan Pablo « JP » Valdivieso
- Carla Jara - Camila Ortúzar - Villana
- Mateo Iribarren - Mario Mondaca
- Felipe Armas (es) - Damián Valdivieso - Main Villain
- Marcela Osorio (es) - Ruth Estévez
- Sebastián Layseca (es) - Tito Castro
- Eduardo Mujica - Enzo Frugonne
- Luis Corvalán - Esteban Donoso
- María Paz Jorquiera (es) - Catalina « Cata » Valdivieso - Villain
- María Isabel Indo (es) - Teresa « Tere » Soto
- Karen Paola - Julia Araya
- Claudio Olate - Pepe Muñoz
- Monserrat Torrent - Agustina Ortúzar
- Renato Münster - Pedro Pablo Valdivieso
- Eliana Palermo - Rosario Portales
- Andrea Freund (es) - Beatriz Orrego
- Jorge Yáñez (es) - Osvaldo Castro
- Luis Dubó (es) - Padre Ignacio Ovalle
- Tichi Lobos (es) - Antonieta « Toña » Soto
- Violeta Vidaurre (es) - Tránsito Valdés
- Emilio García - Lisandro Muñoz
- Josefina Velasco (es) - Guadalupe « Lupe » Garrido
- Fernando Alarcón (es) - Antonio Guerrero
- Alejandra Dueñas - Susana
- Alberto Zeiss (es) - Washington Cáceres
- César Armasán - Junior
- Jaime Azócar (es) - Sergio Donoso
- Silvia Novak (es) - Pilar Landaeta
- Loreto Araya-Ayala (es) - Juana Mendoza
- Claudia Celedón - Sara Frezar / Katya Frezar
- Cassandra Day - Patricia O'Ryan
- Sergio Aguirre - Andrés Fuenzalida
- Ariel Levy - Matías Jarpa
- Elvira Cristi (es) - Alfonsina
- Andrea Eltit (es) - Tamara
- Michelle Trillat - Isabel
- Roberto Prieto (es) - Moncho
- Luis Eduardo Campos - Juanito Muñoz
- Carla Matta - Detective Montelucci
- Catherine Mazoyer (es) - Renata Ovalle
- León Murillo - Fiscal Arturo Palacios
- Erick Vásquez - Terapeuta de Tere
- Osvaldo Silva - Juez
- Tanja Zahri - Carola
- Sergio Cuevas
- María José Mateluna